# Светско првенство у атлетици у дворани 1987 — 1.500 метара за жене
Трка на 1.500 метара у женској конкуренцији на 1. Светском првенству у атлетици у дворани 1987. одржана је 8. марта у Hoosier Dome у Индијанаполису САД.

## Земље учеснице
Учествовало је 10 такмичарки из 8 земаља.
1. Бугарска (1)
2. Гватемала (1)
3. Румунија (2)
4. СССР (2)
5. САД (1)
6. Уједиње Краљевство (1)
7. Чехословачка (1)
8. Швајцарска (1)

## Освајачи медаља
|                        |                        |                      |
| Дојна Мелинте Румунија | Татјана Самоленко СССР | Светлана Китова СССР |

## Рекорди
| Рекорди пре почетка Светског првенства у дворани 1987. | Рекорди пре почетка Светског првенства у дворани 1987. | Рекорди пре почетка Светског првенства у дворани 1987. | Рекорди пре почетка Светског првенства у дворани 1987. | Рекорди пре почетка Светског првенства у дворани 1987. |                                       |
| ------------------------------------------------------ | ------------------------------------------------------ | ------------------------------------------------------ | ------------------------------------------------------ | ------------------------------------------------------ | ------------------------------------- |
| Светски рекорд                                         | 4:00,8                                                 | Мери Декер                                             | Сједињене Државе                                       | Њујорк, САД                                            | 8. фебруар 1980.                      |
| Рекорд светских првенстава                             | Ово је 1. Светско првенство у дворани                  | Ово је 1. Светско првенство у дворани                  | Ово је 1. Светско првенство у дворани                  | Ово је 1. Светско првенство у дворани                  | Ово је 1. Светско првенство у дворани |
| Најбољи резултат сезоне у дворани                      | 4:06,20                                                | Паула Иван                                             | Румунија                                               | Бакау, Румунија                                        | 14. фебруар 1987.                     |
| Европски рекорд                                        |                                                        |                                                        |                                                        |                                                        |                                       |
| Северноамерички рекорд                                 | 4:00,8                                                 | Мери Декер                                             | Сједињене Државе                                       | Њујорк, САД                                            | 8. фебруар 1980.                      |
| Јужноамерички рекорд                                   |                                                        |                                                        |                                                        |                                                        |                                       |
| Афрички рекорд                                         |                                                        |                                                        |                                                        |                                                        |                                       |
| Азијски рекорд                                         |                                                        |                                                        |                                                        |                                                        |                                       |
| Океанијски рекорд                                      |                                                        |                                                        |                                                        |                                                        |                                       |

### Најбољи светски резултати у 1987. години
Десет најбољих светских такмичарки у трци на 1.500 м у дворани 1987. године пре почетка првенства (6. марта 1987), имале су следећи пласман на светској ранг листи.
| 1.  | Паула Иван        | Шведска          | 4:06,20 | 14. фебруар |
| 2.  | Дојна Мелинте     | Румунија         | 4:06,54 | 1. фебруар  |
| 3.  | Бригите Краус     | Западна Немачка  | 4:06,92 | 1. фебруар  |
| 4.  | Татјана Самоленко | Совјетски Савез  | 4:08,63 | 6. фебруар  |
| 5.  | Сандра Гасер      | Швајцарска       | 4:08.76 | 22. фебруар |
| 6.  | Светлана Китова   | Совјетски Савез  | 4:09.01 | 22. фебруар |
| 7.  | Ивон Мари         | Велика Британија | 4:09,15 | 1. фебруар  |
| 8.  | Керсти Вејд       | Велика Британија | 4:09,26 | 24. јануар  |
| 9.  | Наталија Боборова | Совјетски Савез  | 4:09,36 | 15. фебруар |
| 10. | Даг Нордкист      | Бугарска         | 4:09,80 | 14. фебруар |

Такмичарке чија су имена подебљана учествују на СП 1987.

## Резултати

### Финале
| Место | Атлетичарка                 | Земља                | Резултат | Белешка |
| ----- | --------------------------- | -------------------- | -------- | ------- |
|       | Дојна Мелинте               | Румунија             | 4:05,68  | РСП     |
|       | Татјана Самоленко           | СССР                 | 4:07,08  | ЛР      |
|       | Светлана Китова             | СССР                 | 4:07,59  | ЛР      |
| 4.    | Митика Јунгијату-Константин | Румунија             | 4:08,49  |         |
| 5.    | Керсти Вејд                 | Уједињено Краљевство | 4:08,91  |         |
| 6.    | Сандра Гасер                | Швајцарска           | 4:09,89  |         |
| 7.    | Дарлин Бекфорд              | САД                  | 4:13,64  |         |
| 8.    | Николина Штерева            | Бугарска             | 4:18,16  |         |
| 9     | Кристина Хирон              | Гватемала            | 4:56,98  | НР      |
| —     | Ивана Кубешова              | Чехословачка         | НЗ       |         |